# Закони мафії (Доктор Хаус)
«Закони мафії» (англ. Mob Rules)  — п'ятнадцята серія першого сезону американського телесеріалу «Доктор Хаус». Прем'єра епізоду проходила на каналі FOX 22 березня 2005. Доктор Хаус і його команда мають врятувати свідка в справі проти мафії.

## Сюжет
До Хауса потрапляє чоловік з ім'ям Джоуі (Joey), який має свідчити в справі проти мафії, котру веде ФБР. Він втрачає свідомість та впадає в кому. Його брат, який одночасно є авторитетним мафіозі та адвокатом Джоуі, хоче утримати того від дачі свідчень, тому намагається заставити Хауса затягнути перебування пацієнта в лікарні, щоб мати час вмовити відмовитись від свідчень. Джоуі несподівано виходить із коми і більше не має загрозливих для життя симптомів, проте допитлива натура Хауса хоче затримати пацієнта в госпіталі щоб детальніше дослідити випадок (або, можливо, тут замішані інші мотиви, наприклад, м'яко висловлені погрози мафіозі). Проте хтось анонімно повідомляє Воглеру і той примушує поліцію забрати Джоуі.
Двома годинами пізніше Джоуі повертається до госпіталю знову в стані коми. Чейз вважає, що кома була викликана гепатитом С, але брат, розлючений припущенням лікаря, що Джоуі — наркоман або гомосексуал, дає ляпаса Чейзу та забороняє навіть говорити про таке. Хаус пропонує «забути» включити цей діагноз до карти пацієнта, щоб врятувати його репутацію, і отримує від брата дозвіл вводити протигепатитний інтерферон. Хаус виявляє, що його старий автомобіль був замінений на культовий червоний Chevrolet Impala, «подарунок» від мафії. Авто викликає захоплення доктора Вілсона і Хаус хоче зберегти його, всупереч стурбованості колег.
Джоуі також має дуже високий рівень естрогену — симптом, який не пов'язаний з жодним іншим. Його печінка відмовляє, проте команда Хауса досі не знає, чим це викликано. Щоб виграти час на діагностику, вони приводять свиню в операційну та використовують її печінку для очищення крові Джоуі (насправді це — жарт, подібне є абсолютно неможливим, органи та кров людей та свиней абсолютно несумісні, можливо таким чином автори фільму просто натякають на своє ставлення до мафії). Хаус вирішує, що стан Джоуі викликаний китайськими травами, які хворий приймав, щоб кинути палити, але невдовзі кома повертається, всупереч закінченню прийому трав. Хаус висуває гіпотезу, що коматозний стан був викликаний спадковим порушенням метаболізму, який не дозволяв організму Джоуі перетравлювати м'ясну їжу, яку приносив його брат, взамін госпітального харчування. Пізніше виясняють, що високий рівень естрогену був викликаний прийомом спеціального препарату, призначеного для підвищення лібідо, який приймали геї. Підвищення рівня естрогену загострило вищезгадану спадкову хворобу і в результаті це і викликало хворобу пацієнта.
Якщо Джоуі свідчитиме на процесі проти мафії, то він попаде під  програму захисту свідків і зможе жити власним життям, без загрози гомофобії, традиційної для середовища мафії. Коли брат Джоуі переконується, що Джоуі - гомосексуал, він відмовляється від своїх намірів перешкодити свідченням і погоджується з необхідністю тому піти по програмі захисту свідків, якщо це зробить Джоуі щасливим, хоча і розлучить братів назавжди. Він не розуміє Джоуі, але усвідомлює, що вони брати і це - найголовніше.
На прийом до Хауса тричі приходить молодий чоловік зі своїм малолітнім братом, котрий кілька разів підряд запихає до носа маленьку іграшку - фігурки поліцейського, пожежника та пожежну машину. Хаус спершу вважає, що це наслідки дитячого бажання повторити побачений фокус з «діставанням» монети з носа. Але проаналізувавши логічний ряд вийнятих предметів, він припускає, що мотиви були глибшими - це своєрідна рятувальна команда, яку малюк "посилав" щоб врятувати когось. І дійсно, скориставшись потужним електромагнітом, Хаус дістає з носа малюка непомітну раніше металеву фігурку кота.
Протягом всього епізоду, Воглер, бажаючи скоротити витрати, та під впливом особистої антипатії до Хауса, вимагає від Кадді довести необхідність існування відділу діагностики, котрим завідує Хаус. В кінці епізоду Хаус повідомляє Вілсону, що внаслідок тиску з боку Воглера, він отримав додаткове навантаження в клініці та мусить звільнити одного з своїх співробітників.